# Municipio de Santo Domingo Tomaltepec
El municipio de Santo Domingo Tomaltepec es uno de los 570 municipios del estado mexicano de Oaxaca. Su cabecera es la localidad de Santo Domingo Tomaltepec.

## Geografía
Colinda al norte y al oeste con el municipio de Tlalixtac de Cabrera; al este con el municipio de Teotitlán del Valle; y al sur con los municipios de San Francisco Lachigoló y Santa María del Tule.

## Localidades
El municipio de Santo Domingo Tomaltepec cuenta con seis localidades.
| Localidad                | Población (2020) |
| ------------------------ | ---------------- |
| Santo Domingo Tomaltepec | 2991             |
| El Nogal                 | 239              |
| La Rabonera              | 77               |

## Gobierno
El municipio de Santo Domingo Tomaltepec se rige mediante el sistema de usos y costumbres.
| Presidente municipal        | Periodo   |
| --------------------------- | --------- |
| Víctor Moguel Pérez         | 1996-1998 |
| Jorge Martínez Cortés       | 1999-2001 |
| Luis Hugo Martínez García   | 2002-2004 |
| Reynaldo Martínez Gutiérrez | 2005-2007 |
| Amador Miguel Gutiérrez     | 2008-2010 |
| José Pacheco Martínez       | 2011-2013 |
| Celestino Soto Martínez     | 2013-2016 |
| Valentino Martínez          | 2017-2019 |
| Conrado Martínez Cortés     | 2020-2022 |
| Amando Martínez Hernández   | 2023-2025 |